# Nadja Braun Binder
Nadja Braun Binder (* 1975) ist eine Schweizer Juristin.

## Leben
Nach dem Studium (1995–2001) der Rechtswissenschaften (Abschluss: lic. iur.) an der Universität Bern, dem International Executive MBA in Public Management an der Universität Salzburg (2005–2008), der Promotion (2001–2005) zum Dr. iur. an der Universität Bern bei Andreas Kley und der Habilitation (2012–2017) an der Deutschen Universität für Verwaltungswissenschaften bei Joachim Wieland ist sie seit 2019 Assistenzprofessorin für Öffentliches Recht (mit Tenure Track) an der Juristischen Fakultät der Universität Basel.
Ihre Forschungsschwerpunkte sind Staats- und Verwaltungsrecht, Europarecht, Finanz- und Steuerrecht und Verwaltungswissenschaften.

## Schriften (Auswahl)
- Stimmgeheimnis. Eine rechtsvergleichende und rechtshistorische Untersuchung unter Einbezug des geltenden Rechts. Dissertation, Stämpfli, Bern 2005, ISBN 3-7272-0457-5.
- mit Theo Schiller und Hermann Heußner: Offenlegungsbestimmungen, Spenden-und Ausgabenbegrenzungen in der direkten Demokratie. Gutachten im Auftrag der Friedrich-Ebert-Stiftung, Berlin 2014.
- Rechtsangleichung in der EU im Bereich der direkten Steuern. Analyse der Handlungsformen unter besonderer Berücksichtigung des Soft Law. Habilitationsschrift, Deutsche Universität für Verwaltungswissenschaften Speyer, Mohr Siebeck, Tübingen 2017, ISBN 3-16-155282-2.
- mit Thomas Milic und Philippe E. Rochat: Die Volksinitiative als (ausser-)parlamentarisches Instrument?. Schulthess Juristische Medien, Nr. 18 der Schriften zur Demokratieforschung, Zürich 2020, ISBN 978-3-7255-8199-3.
- mit  Bruno Kaufmann und Rolf Büchi: Handbuch zur direkten Demokratie in der Schweiz und weltweit, IRI Europa, 2009, ISBN 978-3-940716-01-9
  - Das Buch wurde in mehrere Sprachen übersetzt
  - Guidebook to direct democracy in Switzerland and beyond, ISBN 978-3-940716-03-3
  - Guida alla democrazia diretta in Svizzera e oltre frontiera , ISBN 978-3-940716-02-6
  - Guía de la democracia directa en Suiza y más allá , ISBN 978-300-020-960-4
  - Guide de la démocratie directe en Suisse et au-delà , ISBN 978-300-020-946-8
  - Guida alla democrazia diretta in Svizzera e oltre frontiera , ISBN 978-3-940716-02-6
  - Zhi jie min zhu zhi nan : rui shi yu quan qiu, ISBN 9789868290433
- Jahrbuch für direkte Demokratie 2017, Baden-Baden 2018 (zusammen mit Feld, Lars P./Huber, Peter M./Poier, Klaus/Wittreck, Fabian), Nomos Verlag, 2018, ISBN 978-3-8487-5590-5
- Jahrbuch für direkte Demokratie 2018, Baden-Baden 2018 (zusammen mit Feld, Lars P./Huber, Peter M./Poier, Klaus/Wittreck, Fabian), Nomos Verlag, 2018, ISBN 978-3-8487-6348-1
- Jahrbuch für direkte Demokratie 2019, Baden-Baden 2020 (zusammen mit Feld, Lars P./Huber, Peter M./Poier, Klaus/Wittreck, Fabian), Nomos Verlag, 2018, ISBN 978-3-8487-7726-6